# Михайлов Віталій Анатолійович
Віта́лій Анато́лійович Миха́йлов — солдат Збройних сил України, учасник російсько-української війни.

## Життєпис
Народився в селі Центральне Миронівського району, дитинство та юність провів у Козині, 2000 року закінчив там ЗОШ. 2001 року призваний до лав ЗСУ, служив у Чернігівській області. По демобілізації працював у Києві будівельником. Повернувся додому, працював у приватного підприємця, на Миронівській птахофабриці «Наша Ряба». 2002 року одружився, згодом розлучився, в першому шлюбі народилися донька Наталія (2003 р.н.) та син Борис (2005 р.н.). Згодом проживав у цивільному шлюбі в селі Таганча. Виступав у Миронівській футбольній команді «Нива».
Мобілізований у березні 2014-го, старший механік-навідник танка, 72-а окрема механізована бригада.
11 липня 2014-го увечері загинули Віталій Михайлов та механік-водій Костюченко О. А. внаслідок спрацювання вибухового пристрою — на маршруті руху військової техніки поблизу Панченкового.
Похований у Козині.

## Нагороди та вщанування
- 14 листопада 2014 року за особисту мужність і героїзм, виявлені у захисті державного суверенітету та територіальної цілісності України, вірність військовій присязі під час російсько-української війни, відзначений — нагороджений орденом «За мужність» III ступеня (посмертно)
- У Козинській ЗОШ Миронівського району відкрито меморіальну дошку Віталію Михайлову.